# Ртишчево
Ртѝшчево (на руски: Ртищево) е град в Югозападна Русия в северозападната част на Саратовска област, административен център на едноименния Ртишчевски район. Населението му през 2010 година е 42 610 души.

## География
Шосеен и жп транспортен възел. ЖП гарата на града е открита през 1871 г. В Ртишчево се пресичат жп линиите Саратов – Тамбов и Пенза – Поворино. Областният център Саратов се намира на 214 километра на югоизток от Ртишчево.

## История
Днешният град възниква като село в края на 16-и и началото на 17 век и се отнася към числото на най-ранните руски селища в района на Прихопьорието (районът около река Хопьор).
За година на първото споменаване на селото се счита 1666 г., когато тук е имало вече църковна енория. До 1723 г. то е носело името Покровское.
През 1723 г. с указ на Петър I територии от този район са били раздадени на участници в Северната война. Сред отличилите се в боевете е бил и майор В. М. Ртишчев. Той получава село Покровское и земи около река Олшанка. През 1727 г. Ртишчеви превземат крепостните селяни в района и от това време се появява името Ртишчево, от фамилията на помешчика.
След това селото няколко пъти сменя своите владетели. През 1794 г. дъщерята на В. М. Ртишчев отказва да изпълни предсмъртното завещание на своя баща и продава имението на сенатския секретар Г. И. Ненароков, който впоследствие го дава на помешчика Ченикаев. През 1810 г. Ненароков построява тук каменна църква. Ченикаеви владеят селото до 1917 г.
От 1917 г. до 27 юни 1928 г. село Ртишчево е било административен център на Ртишчевския селски съвет. От 27 юни 1928 г. до 26 май 1960 г. е било Ртишчевски селски съвет на Ртишчевския район. До 5 февруари 1957 г. в селото се намира управлението на колхоз „8 март“ (до 2 април 1936 г. – „Труд-30“). През 1920 г. село Ртишчево получава статут на град.

## Икономика
Основни отрасли в икономиката на града са леката и хранително-вкусовата промишленост, производството на хигроскопична вата и строителни материали. До края на 1970-те години е бил месопреработвателен център. На 3 км северозападно от града се намира военното летище Ртишчево.

## Спорт
Спортният клуб на града носи името „Локомотив“. Градският стадион е с капацитет 3000 седящи места.

## Личности
Родени
- Андрей Леополдов (1800 – 1875), руски краевед, писател, етнограф и журналист

Посетили
- Фритьоф Нансен (1861 – 1930), норвежки полярен изследовател

## Фотогалерия
- Фабриката за хигроскопична вата
- Сградата на стария месокомбинат
- Къща от 1884 г. на ул. „Радишчев“ №3
- Градският културен център